# Jessica Naz
Jessica Naz, née le 24 septembre 2000 à Londres, est une footballeuse internationale anglaise, qui joue au poste d'attaquante au Tottenham Hotspur FC.

## Biographie

### En club
Jessica Naz grandit dans le borough londonien d'Enfield, et commence sa formation au Tottenham Hotspur FC avant de rejoindre l'Arsenal FC.
En 2018, elle fait son retour à Tottenham, avec qui elle obtient la promotion en première division en 2019.
Naz manque cependant la première saison du club en première division en raison d'une blessure au ligament croisé antérieur à l'été 2019, qui la tient éloignée des terrains jusqu'en décembre 2020 et un match face à Aston Villa. En février 2021, elle prolonge son contrat avec Tottenham jusqu'en 2022 avec une année de plus en option.
En mars 2022, Jessica Naz remporte le prix de meilleure jeune joueuse de l'année aux London Football Awards, et devient la première joueuse de Tottenham à remporter ce prix.
En février 2023, elle prolonge à nouveau son contrat avec Tottenham jusqu'en 2025.

### En sélection
Jessica Naz est internationale depuis la catégorie des moins de 17 ans jusqu'à celle des moins de 23 ans.
En mai 2024, Naz est convoquée pour la première fois en équipe d'Angleterre en tant que réserviste pour les matchs de qualification à l'Euro 2025. À la suite de la blessure de Lauren James, elle est convoquée avec l'équipe nationale. Elle honore sa première sélection le 12 juillet 2024 face à la république d'Irlande, en remplaçant Alessia Russo à la 71e minute de jeu. Elle est titularisée pour la première fois le 29 octobre 2024 contre l'Afrique du Sud en match amical, et donne une passe décisive à Leah Williamson au cours de la rencontre.